# 胡珀拉特
胡珀拉特是德国莱茵兰-普法尔茨州的一个市镇。总面积4.11平方公里，总人口598人，其中男性309人，女性289人（2011年12月31日），人口密度145人/平方公里。